# Josh Laurent
Josh Laurent (Leytonstone, 6 maggio 1995) è un calciatore inglese, centrocampista del Burnley.

## Carriera
Ha esordito in Championship il 7 marzo 2017 disputando con il Wigan l'incontro vinto 0-1 contro il Birmingham City.

## Statistiche

### Presenze e reti nei club
Statistiche aggiornate al 22 giugno 2022.
| Stagione        | Squadra         | Campionato      | Campionato | Campionato | Coppe nazionali | Coppe nazionali | Coppe nazionali | Coppe continentali | Coppe continentali | Coppe continentali | Altre coppe | Altre coppe | Altre coppe | Totale | Totale |
| Stagione        | Squadra         | Comp            | Pres       | Reti       | Comp            | Pres            | Reti            | Comp               | Pres               | Reti               | Comp        | Pres        | Reti        | Pres   | Reti   |
| --------------- | --------------- | --------------- | ---------- | ---------- | --------------- | --------------- | --------------- | ------------------ | ------------------ | ------------------ | ----------- | ----------- | ----------- | ------ | ------ |
| mar.-apr. 2014  | Braintree Town  | CN              | 16         | 0          | FACup           | -               | -               |                    | -                  | -                  | FAT         | -           | -           | 16     | 0      |
| ago. 2015       | Brentford       | FLC             | 0          | 0          | FACup+CdL       | 0+1             | 0               |                    | -                  | -                  |             | -           | -           | 1      | 0      |
| ago.-ott. 2015  | Newport County  | FL2             | 3          | 0          | FACup+CdL       | -               | -               |                    | -                  | -                  | FLT         | 1           | 0           | 4      | 0      |
| feb.-giu. 2016  | Hartlepool Utd  | FL2             | 3          | 0          | FACup+CdL       | -               | -               |                    | -                  | -                  | FLT         | -           | -           | 3      | 0      |
| 2016-gen. 2017  | Hartlepool Utd  | FL2             | 25         | 1          | FACup+CdL       | 2+1             | 0               |                    | -                  | -                  | FLT         | 2           | 0           | 30     | 1      |
| gen.-giu. 2017  | Wigan           | FLC             | 1          | 0          | FACup+CdL       | -               | -               |                    | -                  | -                  |             | -           | -           | 1      | 0      |
| ago. 2017       | Wigan           | FL1             | 0          | 0          | FACup+CdL       | 0+2             | 0+1             |                    | -                  | -                  | FLT         | 1           | 0           | 3      | 1      |
| 2017-2018       | Bury            | FL1             | 22         | 1          | FACup+CdL       | 0               | 0               |                    | -                  | -                  | FLT         | 0           | 0           | 22     | 1      |
| 2018-2019       | Shrewsbury Town | FL1             | 42         | 2          | FACup+CdL       | 7+1             | 2+0             |                    | -                  | -                  | FLT         | 1           | 0           | 51     | 4      |
| 2019-2020       | Shrewsbury Town | FL1             | 31         | 2          | FACup+CdL       | 7+0             | 2+0             |                    | -                  | -                  | FLT         | 4           | 0           | 42     | 4      |
| 2020-2021       | Reading         | FLC             | 45         | 3          | FACup+CdL       | 0+1             | 0               |                    | -                  | -                  |             | -           | -           | 46     | 3      |
| 2021-2022       | Reading         | FLC             | 41         | 2          | FACup+CdL       | 1+0             | 0               |                    | -                  | -                  |             | -           | -           | 42     | 2      |
| Totale carriera | Totale carriera | Totale carriera | 229        | 11         |                 | 23              | 5               |                    | -                  | -                  |             | 9           | 0           | 261    | 16     |